# Dufek Head
Das Dufek Head ist eine vereiste Landspitze an der Südküste der antarktischen Ross-Insel. Sie ragt bis zu 620 m hoch in einer Entfernung von 7 km nordöstlich des Tyree Head auf der Ostseite der Mündung des Aurora-Gletschers auf.
Das Advisory Committee on Antarctic Names benannte sie im Jahr 2000 nach dem US-amerikanischen Konteradmiral George J. Dufek (1903–1977), unter anderem Kommandeur der Unterstützungseinheiten der United States Navy in Antarktika von 1954 bis 1959 und Leiter der ersten Operation Deep Freeze (1955–1956).